# Carex halleriana
Espèce
Classification phylogénétique
Statut de conservation UICN

 LC  : Préoccupation mineure
Carex halleriana, de nom commun Laîche de Haller, est une plante vivace du genre Carex et de la famille des Cyperaceae.

## Étymologie
- nom générique : nom latin déjà employé du temps de Virgile (70-19 av. J.C.). Un carectum étant en ce temps-là une cariçaie. Certains auteurs évoquent le verbe grec ancien κείρω (cairô), couper de près, sous prétexte que les Carex ont souvent des feuilles coupantes.
- nom spécifique : plante dédiée par Ignacio Jordán de Asso y del Rio (1742-1814) au médecin-botaniste-poète-magistrat suisse Albrecht von Haller (1708-1777)[1].

## Description

### Appareil végétatif
La laîche de Haller mesure de 10 à 40 cm de hauteur, à souche cespiteuse courte, la tige florifère égalant ou dépassant les feuilles. Les feuilles sont étroites (2 à 3 mm de largeur), canaliculées, rudes et à gaine glabre. 

### Appareil reproducteur
L'inflorescence est constituée d'un seul épi mâle et de plusieurs épis femelles ; les bractées d'inflorescence sont légèrement engainantes, à pointe effilée ; l'épi mâle est à l'extrémité de la tige, fusiforme, à écailles brun clair et obtuses. Il y a deux types d'épis femelles : 2 à 6 épis subsessiles de 5 à 6 fleurs, rapprochés de l'épi mâle, à l'aisselle d'une bractée ne dépassant pas l'inflorescence, et 1 à 3 épis insérés vers le bas de la tige, solitaires, sur de longs pédicelles filiformes retombants. Les écailles des fleurs femelles sont ovales, aiguës-scarieuses et rougeâtres ; il y a trois stigmates utricules ovoïdes, trigones, à bec conique court, fortement nervées, légèrement pubescentes, dépassant un peu l'écaille. La floraison a lieu de mars à juin.

## Habitat
Ce carex pousse dans les lieux arides, pelouses sèches et bois clairs, sur sol calcaire, jusqu'à une altitude de 2275 mètres.

## Répartition
C'est une plante subméditerranéenne, présente en Europe méridionale et centrale, depuis le Portugal jusqu'à la Turquie et au Caucase, au nord jusqu'en France, au sud de l'Allemagne, en Hongrie ; aussi en Asie mineure, au Maghreb, et, curieusement, dans les régions semi-arides d'Amérique du nord (Texas, Nouveau-Mexique, Mexique).

## Synonymes
- Carex allorgei Sennen, 1931
- Carex alpestris All., 1785
- Carex alpestris Clairv., 1811
- Carex diversiflora Host, 1801
- Carex gynobasis Chaix, 1785
- Carex gynobasis Vill., 1786
- Carex halleriana var. lerinensis Christ, 1885
- Carex ptychocarpa Link, 1799
- Carex rhizantha J.F.Gmel., 1791
- Carex tenuifolia Poir., 1789
- Olotrema gynobasis (Vill.) Raf., 1840[4]